# Pæderasti
Pæderasti (af oldgræsk pais og eros) eller paederastia (παιδεραστία) kan særligt på engelsk betyde
- Homoseksuel omgang med drenge, særligt fra tidlig pubertet til voksenalder eller

- analt samleje.

Ordet, der på græsk betyder drengekærlighed, hentyder for det meste til det førstnævnte, særligt institutionaliserede erotiske forhold med et pædagogisk aspekt, der blandt andet kendes fra oldtidens Grækenland, men også har fundet sted andre steder, som i Romerriget, hvor adskillige romerske kejsere og konsuler åbent var pæderaste. Både i Grækenland og andre steder mente man, at drengen også fik udbytte af forholdet som kærlighed og undervisning. Nogle har ment, at manden via sæden kunne overføre manddomskraft til drengen. Pæderast betyder "drengeelsker" om den voksne i forholdet.